# Ȼ
Ȼ jest literą alfabetu łacińskiego, którą utworzono poprzez dodanie do litery C ukośnej kreski przechodzącej przez nią. Używana jest w transkrypcji fonetycznej do oznaczenia spółgłoski zwarto-szczelinowej dziąsłowej bezdźwięcznej (IPA: [ʦ]). W języku saanicz oznacza labializowaną spółgłoskę zwartą miękkopodniebienną bezdźwięczną (IPA: [kʷ]). Natomiast dwuznak Ȼi jest reprezentowany jako (IPA: [kjʷ]).